# Ciryl Gane
Pour les articles homonymes, voir Gane.
Ciryl Gane, surnommé « Bon Gamin », né le 12 avril 1990 à La Roche-sur-Yon (Vendée), est un pratiquant français de muay-thaï et d'arts martiaux mixtes (MMA).
Entre 2014 et 2018, il réussit à enchainer treize victoires en muay-thaï pour autant de combats. Il est également double champion de France en 2016 et 2017 dans la catégorie +91 kg au sein de l'Académie Française de Muay Thaï (AFMT). Il entame ensuite une carrière professionnelle dans les arts martiaux mixtes. Il fait ses débuts dans cette discipline au sein de la TKO Major League MMA, organisation dans laquelle il remporte le titre de champion des poids lourds (2018-2019). En 2019, il signe dans la division des poids lourds de l'Ultimate Fighting Championship (UFC), la plus importante organisation mondiale de la discipline.
Le 7 août 2021, il remporte la ceinture intérimaire des poids lourds de l'UFC en surclassant son adversaire, l'Américain Derrick Lewis, par KO technique. Le 22 janvier 2022, il ne réussit pas à accéder au titre suprême des poids lourds de l'UFC lors de son combat face au tenant du titre, le Camerounais Francis Ngannou. Le 4 mars 2023, il perd à nouveau un combat pour le titre des poids lourds face à l'Américain Jon Jones.

## Biographie
Ciryl Gane naît le 12 avril 1990 à La Roche-sur-Yon, en Vendée. Il est d'origine guadeloupéenne par son père, Romain Gane, conducteur de bus à la retraite et ancien footballeur en division d'honneur qui est notamment passé par le club France Aizenay Football,,. Sa mère, Maryse, était coupeuse en confection à l’usine.
Durant sa jeunesse, Ciryl Gane joue au football puis au basket-ball au Roche Vendée Basket Club. Il obtient un brevet de technicien supérieur (BTS) dans le domaine de la vente au lycée professionnel Édouard Branly de La Roche-sur-Yon. Plus tard, il rejoint Paris pour poursuivre sa formation en alternance dans un magasin de meubles.
Il enchaîne ensuite les petits boulots en étant éboueur, vendeur de literie, de meuble, etc,. Il a 24 ans lorsqu'un ancien camarade de classe, Dany Njiba, le dirige pour la première fois vers une salle de muay-thaï, au club du Puteaux Scorp’ Thai,.

## Parcours en muay-thaï
Ciryl Gane commence les sports de combat très tard, en 2014, à l'âge de 24 ans. Malgré des capacités physiques hors normes, il n'a pas conscience de son potentiel, avant que son entraîneur à Puteaux, Xavier Séverin, lui fasse comprendre, ce sera un déclic pour Ciryl Gane. Il progresse rapidement, six mois après ses débuts, il combat pour la première fois.
Le 4 juin 2016, Ciryl Gane fait ses débuts professionnels en muay-thaï. Il affronte le Français Jérémy Jeanne à Châlons-en-Champagne, dans la Marne, et remporte le combat par KO technique durant la deuxième reprise et devient champion de France dans la catégorie des poids lourds.
Le 5 novembre 2016, il affronte Saymih Bachar à Nanterre, dans les Hauts-de-Seine, et remporte le combat sur décision. Le 18 mars 2017, il affronte le Français Brice Guidon à Tours, en Indre-et-Loire, et remporte le combat par KO technique lors de la troisième reprise.
Le 22 avril 2017, il affronte le Français Jonathan Gengoul aux Herbiers, en Vendée, et remporte le combat par KO, lui permettant de conserver son titre de champion de France des poids lourds. Le 27 mai 2017, il affronte le Français Bangaly Keïta à Paris, et remporte le combat par KO technique.
Le 28 octobre 2017, il affronte le Belge Yassine Boughanem, numéro un mondial de l'époque et multiple champion du monde à Paris, et remporte le combat sur décision. Le 9 juin 2018, il affronte le Camerounais Daniel Lentie à Saintes, en Charente-Maritime, et remporte le combat par KO technique lors de la première reprise.
Son record en carrière est de treize victoires (9 TKO/KO et 4 décisions) pour aucune défaite.
Durant sa carrière en muay-thaï, il ne combat qu'en France faute de moyens financiers et de temps.

## Parcours en arts martiaux mixtes

### Débuts professionnels (2018-2019)
En 2017, alors qu'il est encore combattant en muay-thaï, Ciryl Gane veut s'essayer aux arts martiaux mixtes (MMA) sur les conseils d'un ami. Il rencontre alors Fernand Lopez, son futur entraîneur, avant son combat contre Brice Guidon, un ancien champion. Ciryl Gane remporte ce combat, ce qui convainc Fernand Lopez de l'entraîner en MMA.
Après quatre ans de carrière en muay-thaï, Ciryl Gane décide de poursuivre sa carrière dans le MMA, à la MMA Factory. Il a alors 27 ans. Ses entraîneurs, conscients du potentiel de Ciryl Gane ont pour objectif de le faire aller à l'Ultimate Fighting Championship (UFC) le plus rapidement possible. C'est pourquoi son premier combat professionnel sera organisé à l'organisation canadienne, TKO, qui a l'avantage d'être médiatisée sur la plateforme UFC Fight Pass, ce qui est une garantie d’exposition aux yeux des décideurs de l’UFC. Son entraîneur réussi a convaincre le patron du TKO pour que Ciryl Gane fasse son premier combat professionnel pour la ceinture des poids lourds, face au Canadien Adam Dyczka. Cependant, Adam Dyzcka se blesse et est donc remplacé par un autre Canadien, Bobby Sullivan.
Le 2 août 2018, Ciryl Gane fait ses débuts professionnels en MMA face au Canadien Bobby Sullivan à Montréal, au Canada, pour le titre vacant de champion des poids lourds du TKO MMA. Il remporte le combat par soumission dès la première reprise,. Le 21 septembre 2018, il effectue sa première défense de ceinture à Québec, au Canada, en affrontant le Canadien Adam Dyczka, alors invaincu. Le Français remporte ce combat par KO technique lors de la deuxième reprise,. Le 24 mai 2019, il effectue sa seconde défense de ceinture en affrontant le Brésilien Roggers Souza à Gatineau, au Canada. Il remporte de nouveau le combat par KO technique lors de la première reprise,.

### Ultimate Fighting Championship(2019-)

#### Un début de parcours sans faute (2019-2021)
Après des débuts professionnels en MMA très remarqués par les observateurs, notamment grâce à son titre chez les poids lourds qu'il a réussi à conserver à deux reprises, Ciryl Gane est convoité par l'Ultimate Fighting Championship (UFC), qu'il rejoint après le troisième combat de sa carrière, en 2019.
Le 10 août 2019, pour ses débuts à l'UFC, Ciryl Gane affronte le Brésilien Raphael Pessoa à Montevideo, en Uruguay, lors de l’UFC Fight Night 156. Il remporte le combat par soumission lors de la deuxième reprise,. Le 26 octobre 2019, il affronte l'Américain Don'Tale Mayes à Kallang, à Singapour, lors de l'UFC Fight Night 162. Il remporte le combat par soumission lors de la troisième reprise,. Sa prestation est désignée Performance de la soirée. Le 21 décembre 2019, il affronte le Canadien Tanner Boser à Pusan, en Corée du Sud, lors de l'UFC Fight Night 165. Il remporte le combat combat sur décision unanime,,.
Le 12 décembre 2020, il affronte le Brésilien Júnior dos Santos à Las Vegas, dans le Nevada, lors de l'UFC 256. Il remporte le combat par KO technique lors de la deuxième reprise,,. Le 27 février 2021, il affronte le Surinamien Jairzinho Rozenstruik à Las Vegas, dans le Nevada, lors de l'UFC Fight Night 186. Il remporte le combat par décision unanime,. Le 26 juin 2021, il affronte le Russe Alexander Volkov à Las Vegas, dans le Nevada, lors de l'UFC Fight Night 190. Il remporte le combat par décision unanime,.

#### Champion intérimaire des poids lourds de l'UFC (2021-2022)
Le 7 août 2021, après neuf victoires d'affilée dont six à l'UFC, Ciryl Gane devient le champion intérimaire des poids lourds de l'UFC en battant par l'Américain Derrick Lewis par KO technique dans sa propre ville de Houston, au Texas, lors de l'UFC 265,,. Ciryl Gane devient ainsi le premier Français de l'histoire à remporter une ceinture de la prestigieuse organisation américaine,,. Sa prestation est désignée Performance de la soirée.
Le 22 janvier 2022, il affronte le Camerounais Francis Ngannou, champion des poids lourds de l'UFC, à Los Angeles, en Californie, lors de l'UFC 270. Après les deux premières reprises où le Français se montre à son avantage, le Camerounais reprend le dessus notamment lors de la lutte au sol et s'impose finalement par décision unanime,,. Ciryl Gane essuie alors la première défaite de sa carrière dans les sports de combat.

#### Nouvelle course au titre (2022-)
Le 3 septembre 2022, afin de se relancer dans la course au titre, Ciryl Gane affronte à Paris, en France, l'Australien Tai Tuivasa, en tête d'affiche de l'évènement, l'UFC Fight Night 209, premier gala de l'organisation américaine se déroulant en France. Après un premier round timide des deux côtés, les choses s'accélèrent dans la deuxième reprise. Sur un puissant coup de poing, son adversaire met au tapis le Français qui se relève aussitôt. Ciryl Gane reprend ensuite la main par de nombreux coups au corps qui entament son adversaire. Finalement, il remporte le combat par KO en fin de troisième reprise face à un Tai Tuivasa exténué. Sa prestation est désignée Combat de la soirée.
Après le départ du champion Francis Ngannou durant le mois de janvier 2023 pour un différend contractuel avec l'organisation, l'UFC remet en jeu la ceinture des poids lourds dans un duel, en tête d'affiche de l'UFC 285, opposant Ciryl Gane à l'Américain Jon Jones, ancien dominant champion des poids mi-lourds de l'UFC. Ce dernier est en retrait de la compétition depuis 2020 pour préparer sa montée dans la catégorie supérieure. Le 4 mars 2023, il affronte l'Américain Jon Jones à la T-Mobile Arena de Las Vegas, dans le Nevada. Son adversaire domine les débats en amenant au sol puis en soumettant le Français par étranglement en guillotine en un peu plus de deux minutes dès le premier round,,.
Le 2 septembre 2023, après avoir été très critiqué vis à vis de sa défaite très tôt dans le combat face à l'Américain Jon Jones, Ciryl Gane renoue avec la victoire à Paris, en France, lors de l'UFC Fight Night 226. Il remporte le combat par KO technique lors de la deuxième reprise en dominant largement son adversaire, le Moldave Serghei Spivac,,. Sa prestation est désignée Performance de la soirée.
Le 7 décembre 2024, il affronte pour la deuxième fois le Russe Alexander Volkov à Las Vegas, dans le Nevada, lors de l'UFC 310. Il remporte le combat par décision partagée après un combat disputé,,. Après son combat, le Français exprime immédiatement sa frustration et sa déception concernant sa performance dans la cage,,. Après son combat, il explique s'être luxé le gros orteil du pied gauche dès le début du combat. Deux jours plus tard, il dévoile une radio de son pied gauche, avec trois orteils fracturés dès la première reprise,,.
Le 22 juillet 2025, Dana White annonce que Ciryl Gane, prétendant no 1 de la division des poids lourds de l'UFC, affrontera l'Anglais Tom Aspinall pour le titre lors de l'UFC 321, prévu le 25 octobre 2025 à Abou Dabi,.

## Vie personnelle

### Famille
Ciryl Gane est marié et père de deux filles,,. Ils vivent à Nogent-sur-Marne, dans le Val-de-Marne, en banlieue est de Paris.

### Activités
Le 28 janvier 2022, il inaugure sa chaîne Twitch en animant sa première diffusion en direct et cumule près de 21 000 spectateurs lors de ses débuts, accompagné d'invités comme Bruce Grannec et Manuel Ferrara. Le 16 juillet 2022, il participe sur France 2 au jeu télévisé Fort Boyard et fait partie de l'équipe composée notamment du chef cuisinier Philippe Etchebest et de l'animatrice Erika Moulet. Le 22 juin 2024, sa participation à l'émission Hot Ones présenté par Kyan Khojandi est diffusé sur Canal+ et YouTube.

## Palmarès en arts martiaux mixtes

### Distinctions
- TKO Major League MMA
  - Champion des poids lourds (2018-2019).
  - Deux défenses de ceinture.
- Ultimate Fighting Championship
  - Champion intérimaire de la catégorie des poids lourds du 7 août 2021 au 22 janvier 2022.
  - Performance de la soirée (× 3) : face à Don'Tale Mayes, Derrick Lewis et Serghei Spivac[24],[41],[56].
  - Combat de la soirée (× 1) : face à Tai Tuivasa[48].

| 15 combats     | 13 victoires | 2 défaites |
| Par KO         | 6            | 0          |
| Par soumission | 3            | 1          |
| Sur décision   | 4            | 1          |

### Historique des combats
| Résultat | Record | Adversaire            | Méthode                                 | Événement                                    | Date              | Round | Temps | Lieu                    | Notes                                                                              |
| -------- | ------ | --------------------- | --------------------------------------- | -------------------------------------------- | ----------------- | ----- | ----- | ----------------------- | ---------------------------------------------------------------------------------- |
| Victoire | 13-2   | Alexander Volkov      | Décision partagée                       | UFC 310                                      | 7 décembre 2024   | 3     | 5:00  | Las Vegas, Nevada       |                                                                                    |
| Victoire | 12-2   | Serghei Spivac        | TKO (coups de poing)                    | UFC Fight Night: Gane vs. Spivac             | 2 septembre 2023  | 2     | 3:44  | Paris, France           | Performance de la soirée.                                                          |
| Défaite  | 11-2   | Jon Jones             | Soumission (étranglement en guillotine) | UFC 285                                      | 4 mars 2023       | 1     | 2:04  | Las Vegas, Nevada       | Pour le titre des poids lourds de l'UFC.                                           |
| Victoire | 11-1   | Tai Tuivasa           | KO (coups de poing)                     | UFC Fight Night: Gane vs. Tuivasa            | 3 septembre 2022  | 3     | 4:23  | Paris, France           | Combat de la soirée.                                                               |
| Défaite  | 10-1   | Francis Ngannou       | Décision unanime                        | UFC 270                                      | 22 janvier 2022   | 5     | 5:00  | Los Angeles, Californie | Pour le titre des poids lourds de l'UFC.                                           |
| Victoire | 10-0   | Derrick Lewis         | TKO (coups de poing)                    | UFC 265                                      | 7 août 2021       | 3     | 4:11  | Houston, Texas          | Remporte le titre intérimaire des poids lourds de l'UFC. Performance de la soirée. |
| Victoire | 9-0    | Alexander Volkov      | Décision unanime                        | UFC Fight Night: Gane vs. Volkov             | 26 juin 2021      | 5     | 5:00  | Las Vegas, Nevada       |                                                                                    |
| Victoire | 8-0    | Jairzinho Rozenstruik | Décision unanime                        | UFC Fight Night: Rozenstruik vs. Gane        | 28 février 2021   | 5     | 5:00  | Las Vegas, Nevada       |                                                                                    |
| Victoire | 7-0    | Júnior dos Santos     | TKO (coups de coude)                    | UFC 256                                      | 12 décembre 2020  | 2     | 2:34  | Las Vegas, Nevada       |                                                                                    |
| Victoire | 6-0    | Tanner Boser          | Décision unanime                        | UFC Fight Night: Edgar vs. The Korean Zombie | 21 décembre 2019  | 3     | 5:00  | Pusan, Corée du Sud     |                                                                                    |
| Victoire | 5-0    | Don'Tale Mayes        | Soumission (clé de talon)               | UFC Fight Night: Maia vs. Askren             | 26 octobre 2019   | 3     | 4:46  | Kallang, Singapour      | Performance de la soirée.                                                          |
| Victoire | 4-0    | Raphael Pessoa        | Soumission (étranglement bras-tête)     | UFC Fight Night: Shevchenko vs. Carmouche 2  | 10 août 2019      | 1     | 4:42  | Montevideo, Uruguay     |                                                                                    |
| Victoire | 3-0    | Roggers Souza         | TKO (coups de poing)                    | TKO 48: Souza vs Gane                        | 24 mai 2019       | 1     | 4:26  | Gatineau, Canada        | Défend le titre des poids lourds du TKO.                                           |
| Victoire | 2-0    | Adam Dyczka           | TKO (coups de poing)                    | TKO 44: Hunter vs Barriault                  | 21 septembre 2018 | 2     | 4:57  | Québec, Canada          | Défend le titre des poids lourds du TKO.                                           |
| Victoire | 1-0    | Bobby Sullivan        | Soumission (étranglement en guillotine) | TKO Fight Night 1                            | 2 août 2018       | 1     | 1:42  | Montréal, Canada        | Remporte le titre des poids lourds du TKO.                                         |

## Palmarès en muay-thaï

### Distinctions
- Académie Française de Muay Thaï
  - Champion de France de la catégorie +91 kg (2016-2017).

| 13 combats   | 13 victoires | 0 défaites |
| Par KO / TKO | 9            | 0          |
| Sur décision | 4            | 0          |

### Historique des combats
| Résultat | Record | Adversaire        | Méthode  | Évènement              | Date             | Round | Lieu                  | Notes                         |
| -------- | ------ | ----------------- | -------- | ---------------------- | ---------------- | ----- | --------------------- | ----------------------------- |
| Victoire | 13-0   | Daniel Lentie     | TKO      | La Nuit De l'Impact IV | 9 juin 2018      | 1     | Saintes, France       |                               |
| Victoire | 12-0   | Yassine Boughanem | Décision | Duel 2                 | 28 octobre 2017  | -     | Paris, France         |                               |
| Victoire | 11-0   | Bangaly Keïta     | TKO      | Warriors Night         | 27 mai 2017      | 3     | Paris, France         |                               |
| Victoire | 10-0   | Jonathan Gengoul  | KO       | Muay Thai Spirit 5     | 22 avril 2017    | 1     | Les Herbiers, France  | Titre national AFMT +91 kg.   |
| Victoire | 9-0    | Brice Guidon      | TKO      | La Nuit Des Titans     | 18 mars 2017     | 3     | Tours, France         |                               |
| Victoire | 8-0    | Samih Bachar      | Décision | Gala des 5 Nations     | 5 novembre 2016  | -     | Nanterre, France      |                               |
| Victoire | 7-0    | Jérémy Jeanne     | TKO      | Hurricane Fighting 3   | 4 juin 2016      | 2     | Châlons-en-C., France | Titre national AFMT +91 kg.   |
| Victoire | 6-0    | Imed Souissi      | KO       | 8e Défi des Champions  | 2 avril 2016     | 1     | M’Saken, Tunisie      |                               |
| Victoire | 5-0    | Brandon Mobi      | Décision | Paris Fight            | 10 décembre 2015 | -     | Paris, France         |                               |
| Victoire | 4-0    | Brandon Mobi      | Décision | Show Thaï 13           | 31 octobre 2015  | -     | Aubervilliers, France |                               |
| Victoire | 3-0    | Jonathan Gengoul  | KO       | Show Thaï 12           | 8 mai 2015       | 2     | Aubervilliers, France | Championnat FR AFMT Classe B. |
| Victoire | 2-0    | Yann Kouadja      | KO       | Super Fight            | 15 février 2015  | 2     | Paris, France         | Classe C.                     |
| Victoire | 1-0    | Cyril Omarhi      | KO       | Show Thaï 10           | 1 novembre 2014  | 1     | Aubervilliers, France |                               |

## Filmographie
- 2017 : Stars 80, la suite de Thomas Langmann : un agent de sécurité à Las Vegas
- 2021 : En Passant Pécho de  Julien Royal : le douanier
- 2023 : Medellín de Franck Gastambide : le champion de MMA (caméo)
- 2023 : Nouveaux Riches de Julien Royal
- 2024 : Numéro 10 de David Diane : lui-même
- 2024 : La Cage de Franck Gastambide : lui-même
- 2025 : Criminal Squad : Pantera (Den of Thieves 2: Pantera) de Christian Gudegast : Pape
- 2025 : K.O. d'Antoine Blossier : Bastien